# Sixteen Stone
Sixteen Stone är den brittiska grungegruppen Bushs första album, utgivet 6 december 1994.
Albumet blev fyra på Billboard 200.

## Låtlista
Samtliga låtar skrivna av Gavin Rossdale.
1. "Everything Zen" - 4:38
2. "Swim" - 4:55
3. "Bomb" - 3:22
4. "Little Things" - 4:24
5. "Comedown" - 5:26
6. "Body" - 5:42
7. "Machinehead" - 4:16
8. "Testosterone" - 4:19
9. "Monkey" - 4:00
10. "Glycerine" - 4:26
11. "Alien" - 6:34
12. "X-Girlfriend" - 0:45